# Hydnophytum mindanaense
Hydnophytum mindanaense är en måreväxtart som beskrevs av Adolph Daniel Edward Elmer. Hydnophytum mindanaense ingår i släktet Hydnophytum och familjen måreväxter. Inga underarter finns listade i Catalogue of Life.